# Blue Origin NS-31
Blue Origin NS-31 fue una misión de vuelo suborbital, operada por Blue Origin, cuyo lanzamiento ocurrió el 14 de abril de 2025 a las 8:30 CDT (8:30 EDT o 13:30 UTC). Este vuelo espacial fue el primero con una tripulación compuesta exclusivamente por mujeres desde el vuelo en solitario de Valentina Tereshkova a bordo del Vostok 6.

## Tripulantes
La tripulación de seis personas incluyó a la cantante pop Katy Perry, la productora de cine Kerianne Flynn, la activista por los derechos civiles Amanda Nguyen, la ingeniera aeroespacial de la NASA Aisha Bowe, la periodista Gayle King y la piloto y también periodista Lauren Sánchez, conocida públicamente por su compromiso con Jeff Bezos, fundador de Amazon y Blue Origin.
| Puesto  | Astronauta                  | Astronauta                  |
| ------- | --------------------------- | --------------------------- |
| Turista | Aisha Bowe Primer vuelo     | Aisha Bowe Primer vuelo     |
| Turista | Amanda Nguyen Primer vuelo  | Amanda Nguyen Primer vuelo  |
| Turista | Gayle King Primer vuelo     | Gayle King Primer vuelo     |
| Turista | Katy Perry Primer vuelo     | Katy Perry Primer vuelo     |
| Turista | Kerianne Flynn Primer vuelo | Kerianne Flynn Primer vuelo |
| Turista | Lauren Sánchez Primer vuelo | Lauren Sánchez Primer vuelo |